# 池春雪
池春雪（1998年1月4日—）生于黑龙江省鸡西市，是一名中国女子越野滑雪运动员。她于2013年在芬兰库萨莫完成了个人的世界杯分站赛首秀。2016年，她在冬季青年奥林匹克运动会上摘得女子5公里自由式的银牌，这是中国在冬季青奥越野滑雪项目上所获得的首枚奖牌。2018年，她成功获得平昌冬奥参赛资格。